# Кировград
Кировград (рус. Кировград) град је у Русији у Свердловској области. Према попису становништва из 2010. у граду је живело 21.006 становника.

## Становништво
| 1939.  | 1959.  | 1970.  | 1979.  | 1989.  | 2002.  | 2010.  |
| ------ | ------ | ------ | ------ | ------ | ------ | ------ |
| 27.735 | 22.713 | 23.031 | 24.031 | 25.598 | 23.197 | 21.006 |